# Poços de Caldas
Poços de Caldas, amtlich portugiesisch Município de Poços de Caldas, ist eine Stadt im Südwesten des brasilianischen Bundesstaats Minas Gerais. Die Bevölkerungszahl wurde zum 1. Juli 2021 auf 169.838 Einwohner geschätzt, die auf einer Gemeindefläche von rund 547 km² leben und Poços-Caldenser (poços-caldenses) genannt werden.

## Geografische Lage
Die Stadt liegt an der Grenze zum Bundesstaat São Paulo und befindet sich in einer Caldera auf knapp 1200 m Höhe. Westlich liegt der See Represa Bortolan, im Norden der See Represa de Graminha.
Das überwiegende Biom ist Mata Atlântica.
Umliegende Gemeinden sind Águas da Prata, Andradas, Bandeira do Sul, Botelhos, Caconde, Caldas, Campestre, Divinolândia und São Sebastião da Grama.

## Geschichte
Die Stadt wurde 1872 gegründet, als Kapitän José Junqueira Bernardes auf Anordnung von Senator Joaquim Floriano de Godoy 96 Hektar seines Landes für die Gründung der Stadt spendete. Die Unterzeichnung dieses Gesetzes, der 6. November 1872, gilt als der Gründungstag des Ortes.

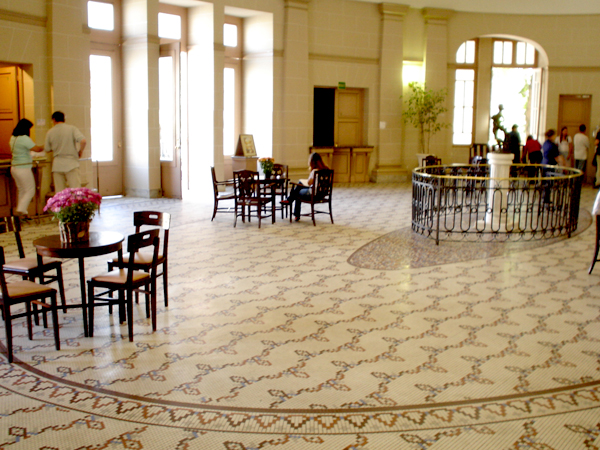
Eingangshalle eines der Thermalbäder

1886 bereits wurde in der Stadt ein schwefelhaltiges Bad für die Behandlung von Hauterkrankungen eingesetzt. So soll im Oktober der Brunnen die Gesundheit Kaiser Dom Pedro II. erhalten haben. In den 1940er Jahren waren es die Casinos, die Poços de Caldas den Besuch der brasilianischen Aristokratie bescherten. Präsident Getúlio Dornelles Vargas hatte eine besondere Suite im Hotel und nutzte den beheiztem Pool in einem Raum mit Säulen aus Carrara-Marmor.
Zu den Künstlern, die das Palace Casino in jener Zeit besuchten zählten Carmen Miranda und Carlos Gallardo. Auch der Dichter und Romancier Olavo Bilac und der Präsident Juscelino Kubitschek hielten sich dort längere Zeit auf. Das Verbot von Glücksspielen im Jahr 1946 und die Entdeckung von Antibiotika hatte einen Einfluss auf den Tourismus der Stadt, da die Kureinrichtungen nicht länger als der effektivste Weg galten, Krankheiten zu behandeln. Sie wurden nach einer Zeit des Abschwungs nun auch für den Mittelstand umgestaltet und Anstrengungen zur Ankurbelung der Wirtschaft unternommen. Der Tourismus wird gefördert.

## Kommunalpolitik
Bei der Kommunalwahl 2016 wurde Sérgio Antônio Carvalho de Azevedo („Sérgio Azevedo“) zum Stadtpräfekten (Bürgermeister) gewählt. Er wurde bei der Kommunalwahl 2020 für die Amtszeit von 2021 bis 2024 wiedergewählt.
Die Legislative liegt bei einem Stadtrat, der Câmara Municipal, aus 15 gewählten Vertretern, den vereadores.

## Söhne und Töchter der Stadt
- Antonio Carlos Félix (* 1957), Bischof von Governador Valadares
- Sandro Ricci (* 1974), internationaler Fußballschiedsrichter
- Tatiele de Carvalho (* 1989), Langstreckenläuferin
- Gustavinho (* 1993), Fußballspieler